# Sonorella bagnarai
Sonorella bagnarai är en snäckart som beskrevs av W. B. Miller 1967. Sonorella bagnarai ingår i släktet Sonorella och familjen Helminthoglyptidae. Inga underarter finns listade i Catalogue of Life.